# Чебаркуль (місто)
Чебарку́ль — місто (з 1951) в Росії, Адміністративний центр Чебаркульського району Челябінської області. Розташоване за 78 км на захід від Челябінська.
Місто розташоване на Південному Уралі, на східному схилі Ільменського хребту, на березі озера Чебаркуль. Назви міста та озера походять з тюркської мови та означають — «Красиве, Строкате озеро».

## Історія
Засноване в 1736 році як військове поселення-фортеця на кордоні російських та башкирських земель. Чебаркульська фортеця захищала південно-східні кордони Росії і була транзитним пунктом при доставці продовольства козацьким військам Південного Уралу; пізніше стала крупною козацькою станицею.
Фортецю було засновано за згодою башкирського тархана Таймаса Шаімова, власника землі на якій планувалося будівництво. В нагороду за це Шаім отримав шаблю, а башкири були звільнені від оподаткування. Перший варіант фортеці було побудовано не за типовим зразком, як практично всі новозбудовані укріплення того часу, а мав тип форпосту, в якому всі необхідні споруди та гарнізон перебували всередині стін.
У 1774 році Чебаркульська фортеця стає форпостом для військ повсталих селян під проводом Пугачова, які в укріпленні готуються до взяття Челябінська. Але штурм пройшов невдало та «пугачовці» вирішили відступити назад до Чебаркульської фортеці. Дізнавшись про те, що «пугачовці» були розбиті урядовими військами, чебаркульці не сподівалися на повернення загону Пугачова. Але повстанці повернулися і напали на фортецю рано вранці. Фортецю було спалено, а на її відновлення знадобилося не менше двох років.
Під час Другої світової війни до Чебаркуля було евакуйовано завод з міста Електросталь. У найкоротші терміни, ще під час зведення корпусів, завод видав першу продукцію на новому місці. З 1993 року завод став називатися ВАТ «Уральська кузня». Одна з найближчих до заводу вулиць досі носить назву Електростальська.

## Клімат
- Середньорічна температура повітря — 2,7 ° C
- Відносна вологість повітря — 67,3 %
- Середня швидкість вітру — 4,0 м/с

| Клімат {{{location}}} | Клімат {{{location}}} | Клімат {{{location}}} | Клімат {{{location}}} | Клімат {{{location}}} | Клімат {{{location}}} | Клімат {{{location}}} | Клімат {{{location}}} | Клімат {{{location}}} | Клімат {{{location}}} | Клімат {{{location}}} | Клімат {{{location}}} | Клімат {{{location}}} | Клімат {{{location}}} |
| Показник | Січ.                  | Лют.                  | Бер.                  | Квіт.                 | Трав.                 | Черв.                 | Лип.                  | Серп.                 | Вер.                  | Жовт.                 | Лист.                 | Груд.                 | Рік                   |
| Середня температура, °C | −13,6                 | −13,2                 | −7,6                  | 3,2                   | 13,0                  | 18,8                  | 19,9                  | 17,3                  | 11,1                  | 3,0                   | −7,2                  | −12,9                 | 2,7                   |
| --- | --------------------- | --------------------- | --------------------- | --------------------- | --------------------- | --------------------- | --------------------- | --------------------- | --------------------- | --------------------- | --------------------- | --------------------- | --------------------- |
| Джерело: NASA. База даних RETScreen<Для перегляду кліматичних даних необхідно встановити програмні засоби RETScreen, увійти в RETScreen та відкрити базу кліматичних даних--> |                       |                       |                       |                       |                       |                       |                       |                       |                       |                       |                       |                       |                       |

## Економіка

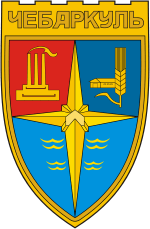
Герб (1974)

Містоутворюючим підприємством є ВАТ «Уральська кузня». Підприємство випускає 77 % від усього обсягу промислової продукції в місті Чебаркуль.
Діють також й інші підприємства:
- Чебаркульський крановий завод
- «Чебаркульский завод» «Союзтеплострой» (ЗАТ «ЧЗС»)
- Шлакоблочний завод (ТОВ «Уралстройиндустрия»)
- Чебаркульска швейна фабрика (ВАТ «Пеплос»)
- ТО «Чебаркульський фанерно-плитний комбінат»
- Чебаркульське лісове господарство
- ВАТ «Чебаркульський хліб»
- ВАТ"Чебаркульський молочний завод"
- ВАТ «Чебаркульська фабрика кондитерських виробів»
- ТОВ «Чебаркульський рибозавод»
- ТОВ «Чебаркульський птах»
- районний вузол зв'язку
- друкарня
- редакція газети «Южноуралец»

Підприємствами обробної промисловості за 2009 рік відвантажено продукції власного виробництва на 5,6 млрд руб.
У 1990-і роки в Чебаркулі була розташована навчальна дивізія міністерства оборони РФ. Поруч з містом розташовано Чебаркульський військовий полігон, де проходили ряд міжнародних навчань, у тому числі «Центр 2011» і « Рубіж 2012».
Поблизу міста, біля озера Чебаркуль, — курортна місцевість. Чистота та сухість повітря сприятливі для кліматотерапії хворих на туберкульоз. Тут розташовуються санаторії, будинки відпочинку. За 6 км від міста розташовано кліматичний та грязьовий курорт Кісегач та кліматична курортна місцевість Ялинове.

## Освіта та культура
- Чебаркульський професійний технікум.
- Чебаркульський краєзнавчий музей.
- Міський Центр Дозвілля ім. Горького
- Кінотеатр «Хвиля».
- Центр дитячої творчості.
- Дитяча школа мистецтв.
- Виставковий зал «Колорит».
- Будинок офіцерів.

## Пам'ятки

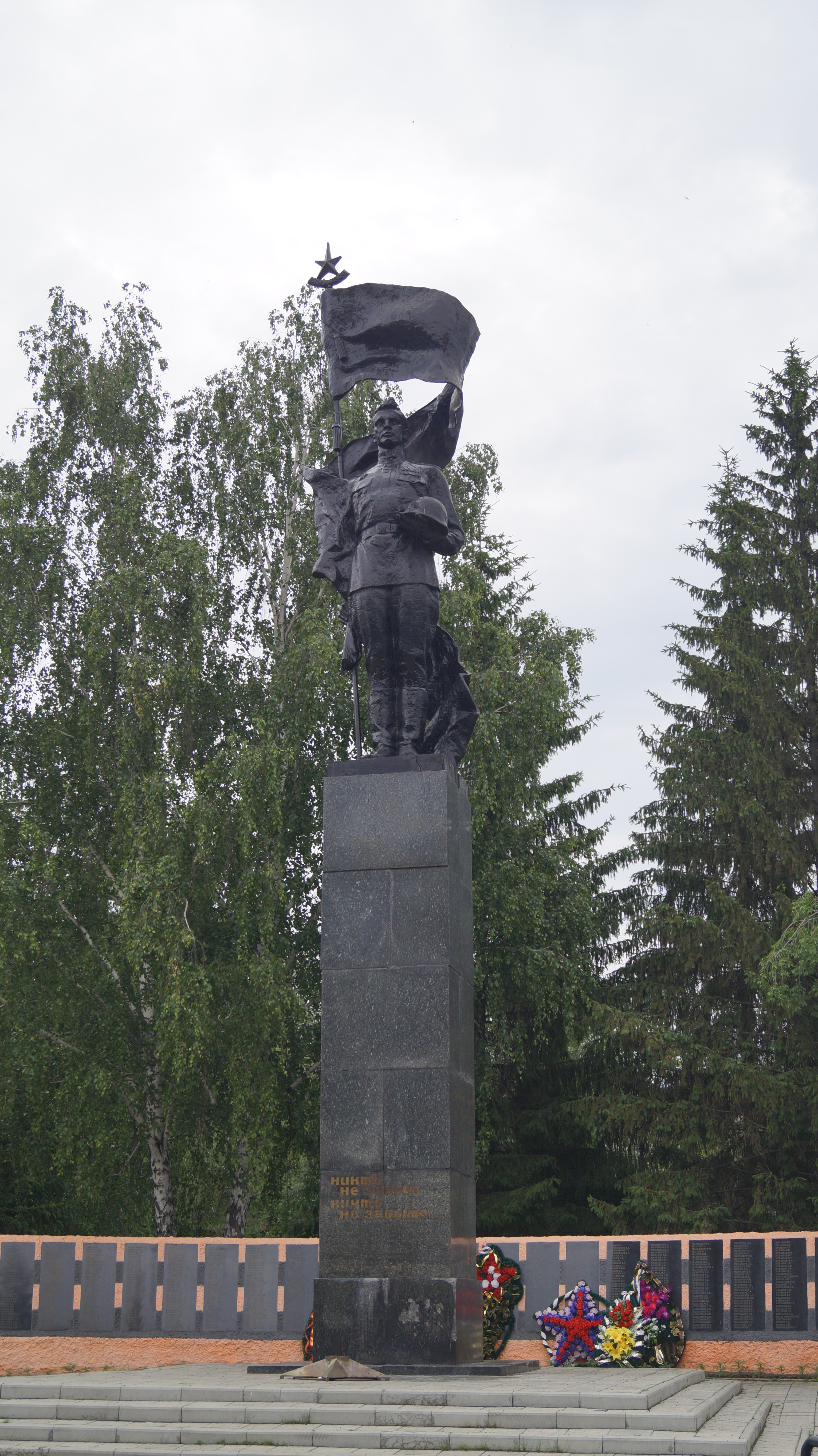
Пам'ятник воїну-визволителю в Сквері Перемоги

- На території міста розташовано ряд пам'ятників та монументів, у тому числі бюст героя Радянського Союзу О. І. Каширіна біля міської школи № 4.
- «Алея Героїв». 16 бюстів Героїв Радянського Союзу 417-ї Сиваської Червонопрапорної, ордена Суворова стрілецької дивізії. Закінчується Алея пам'ятником О. І. Каширіну та М. Я. Дзігунському.
- Сквер перемоги.
- Комсомольська площа (раніше площа Будівельників). На площі розташована гранітна стела
- Площа ім. Леніна.

## Релігія
- Церква Спаса Преображення.

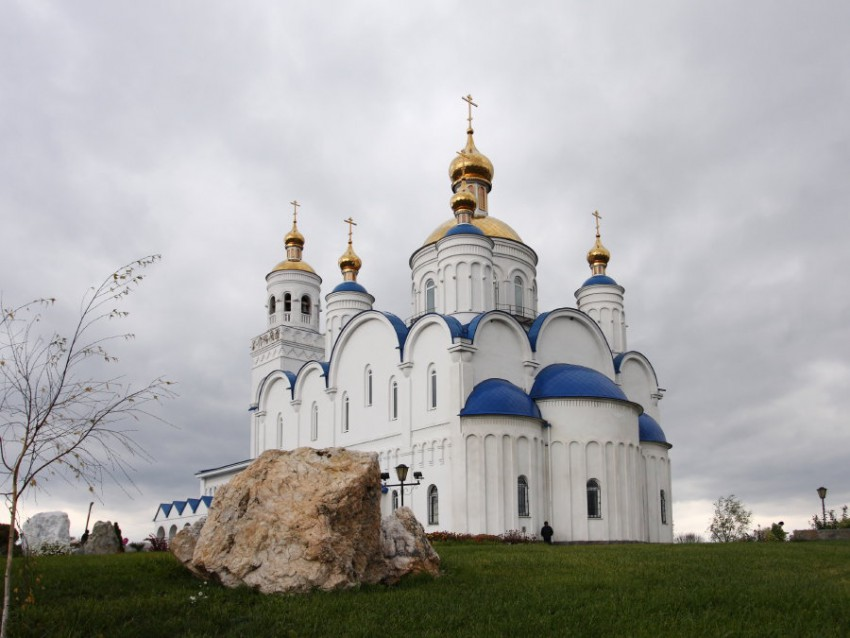
Преображенська церква

- Недільна школа при церкві Спаса Преображення (Дім молитви).

- Мечеть «Іхлас».

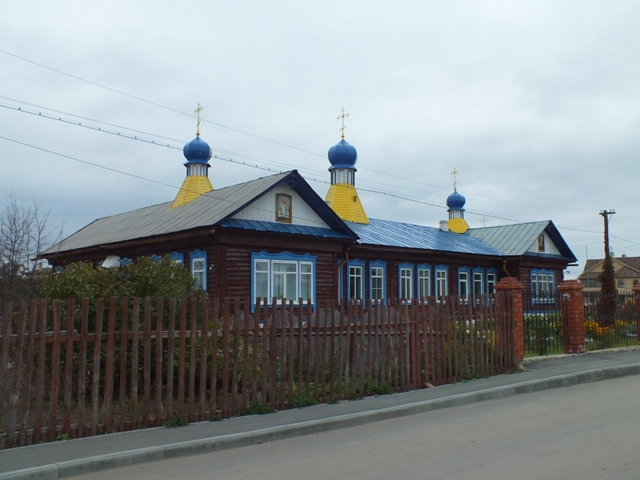
Чебаркульська православна недільна школа (Дім молитви)

У 1745 році на березі озера Чебаркуль побудовано Преображенську церква. У 1774 році Чебаркульську фортецю було спалено О.Пугачовим, не вцілів і храм. Але вже у 1776 році церкву Спаса Преображення було відновлено, на той момент в числі прихожан значилися 1312 чоловіків і 1483 жінки. Після революції храм було зруйновано більшовиками та відновлено в сучасному вигляді лише у 2007 році.

## Транспорт

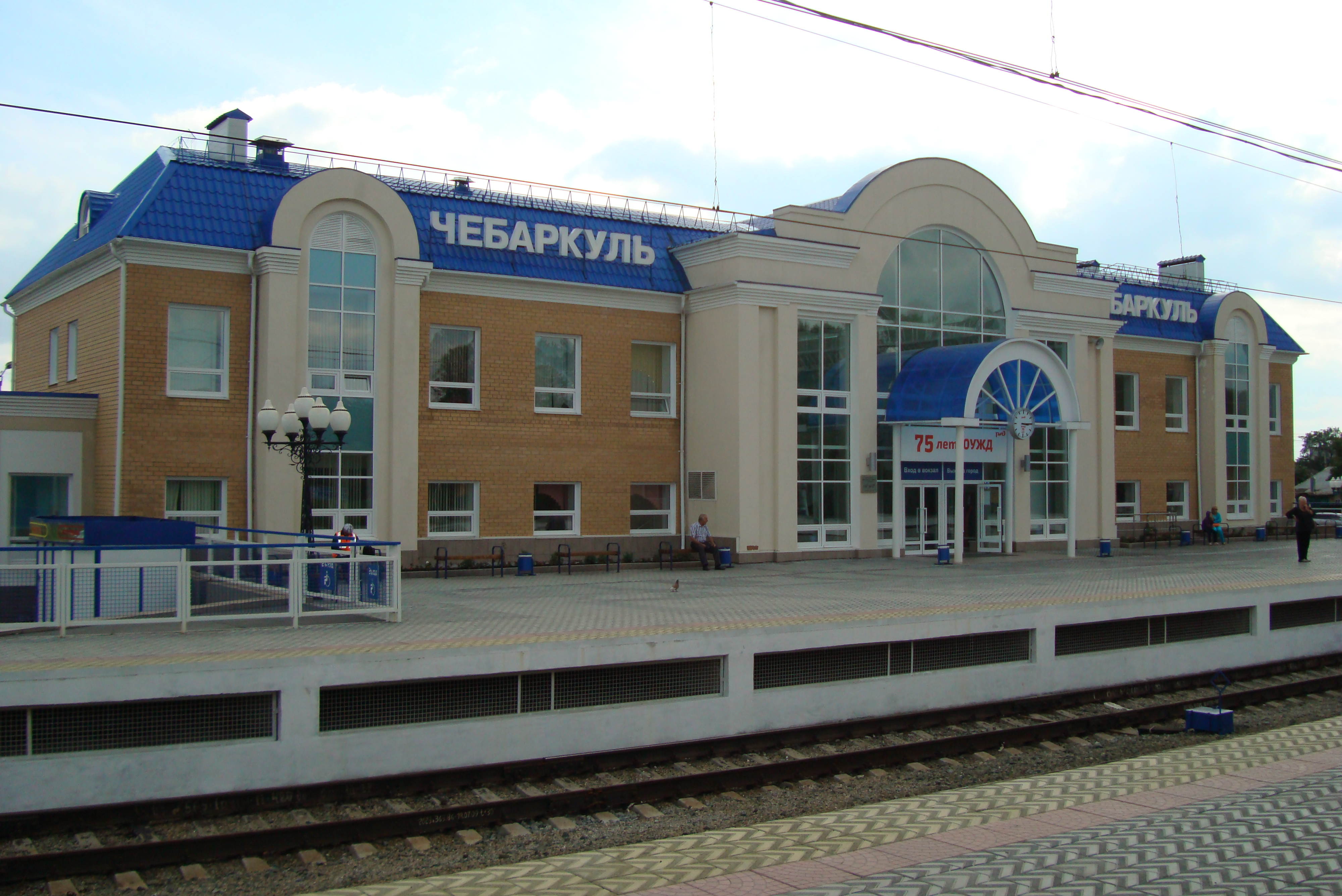
Залізничний вокзал

Місто стоїть на залізничній магістралі Москва — Челябінськ, в межах міста розташовані залізничні станції: Чебаркуль, Місяш, Кісегач та платформа Каширінська. Пасажирські поїзди відправляються до Уфи, Нового Уренгою, Воронежу, Новосибірську, Москви, Челябінська, Самари, Нижньовартовська, Владивостока, Пензи. Зупиняється приміський залізничний експрес «Челябінськ — Міас». Електропоїзди до Челябінська, Міаса, Златоуста, Кропачово.
Південніше міста проходить автомагістраль «Урал» (Самара — Уфа — Челябінськ). Автобусним сполученням місто пов'язане з Челябінськом, Єкатеринбургом, Златоустом, Міасом, Кісегачем, Уйським, Кідишем, Магнітогорськом, Южноуральськом, Троїцьким, Варламово. Автостанція розташована поруч з вокзалом.

## ЗМІ
- «Южноуралец» — інформаційно-аналітична газета, єдина (районна), поширюється в роздріб і за передплатою. Видається з 1931
- «Уральская кузня» — телекомпанія металургійного заводу, віщає через власну кабельну мережу на каналі ТНТ (місцеві новини та програми). Перше кабельне телебачення міста.
- «ТВ-КОМ»  — приватна телекомпанія з власною кабельної та інтернет-мережею.

## Спорт

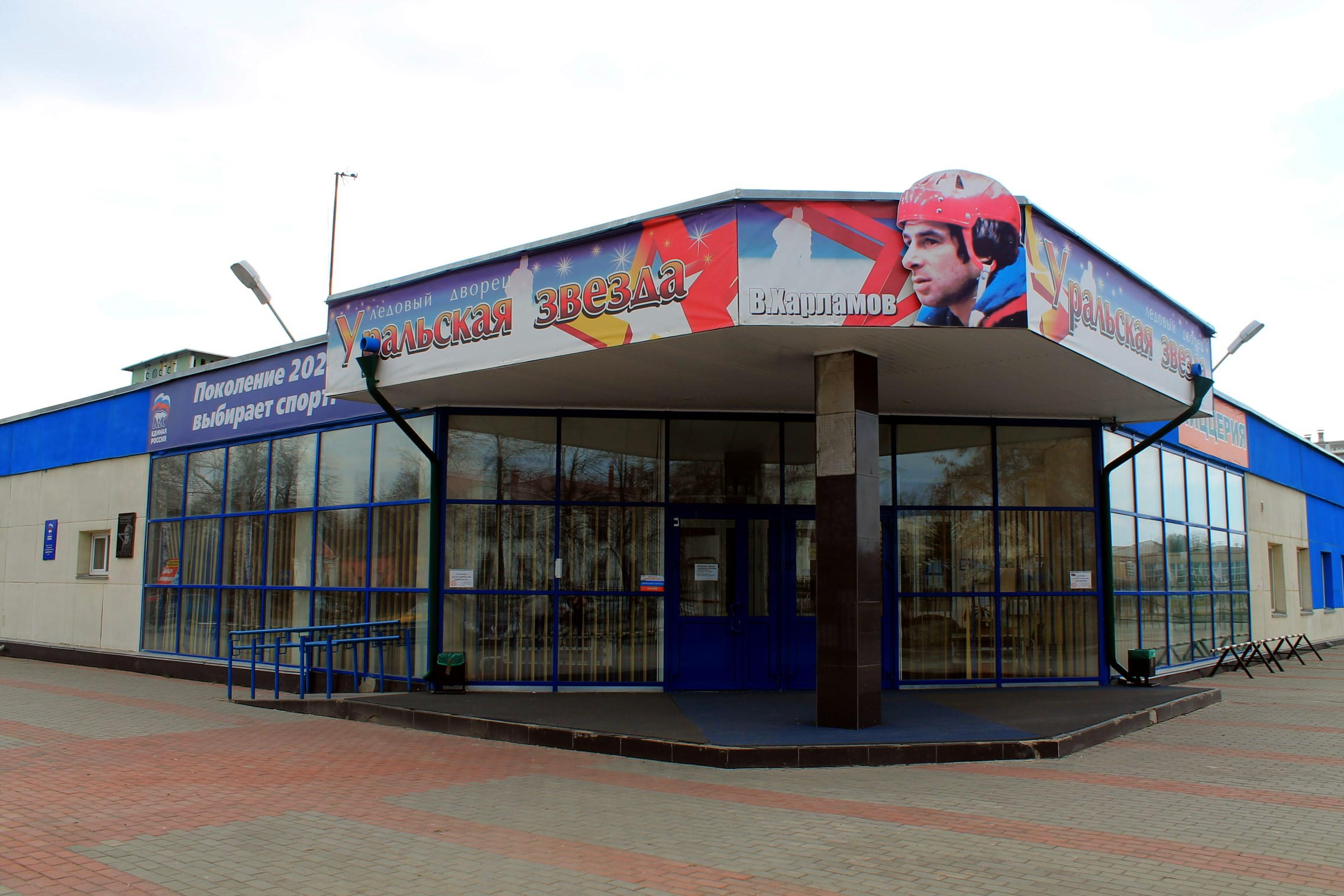
Льодовий палац «Уральська Зірка» ім. В.Харламова в Чебаркулі

Основним видом спорту в місті є хокей. У місті базується хокейний клуб «Зірка», який виступає останнім часом в чемпіонаті Челябінської області з хокею з шайбою. Починаючи з 2009 року в місті проходить великий щорічний передсезонний турнір клубів молодіжної хокейної ліги (МХЛ) пам'яті хокеїста Дениса Ляпіна, вихованця місцевої школи хокею. Так само в місті діє дитяча хокейна спортивна школа «Молот», дитячі секції з волейболу, вільної боротьби та лижних перегонів.

### Спортивні об'єкти
- Стадіон «Металург» (легкоатлетичний комплекс).
- Льодовий палац «Уральська Зірка» ім. В.Харламова.
- Басейн «Олімпія».
- Спортивний зал муніципального управління фізкультури та спорту (МУ ФІС).
- Лижна база Чебаркульського міського округу.